# Eugen Sandow
Eugen Sandow, nascido Friederich Wilhelm Müller (Königsberg, 2 de abril de 1867 – Londres, 14 de outubro de 1925) é considerado o pai da musculação e criador do fisiculturismo. Sandow era filho de pai alemão e mãe russa. Sua família era luterana e queria que ele se tornasse um ministro da religião. Ele deixou a Prússia em 1885 para evitar o serviço militar e viajou por toda a Europa, tornando-se um atleta de circo e adotou “Eugen Sandow” como seu nome artístico.

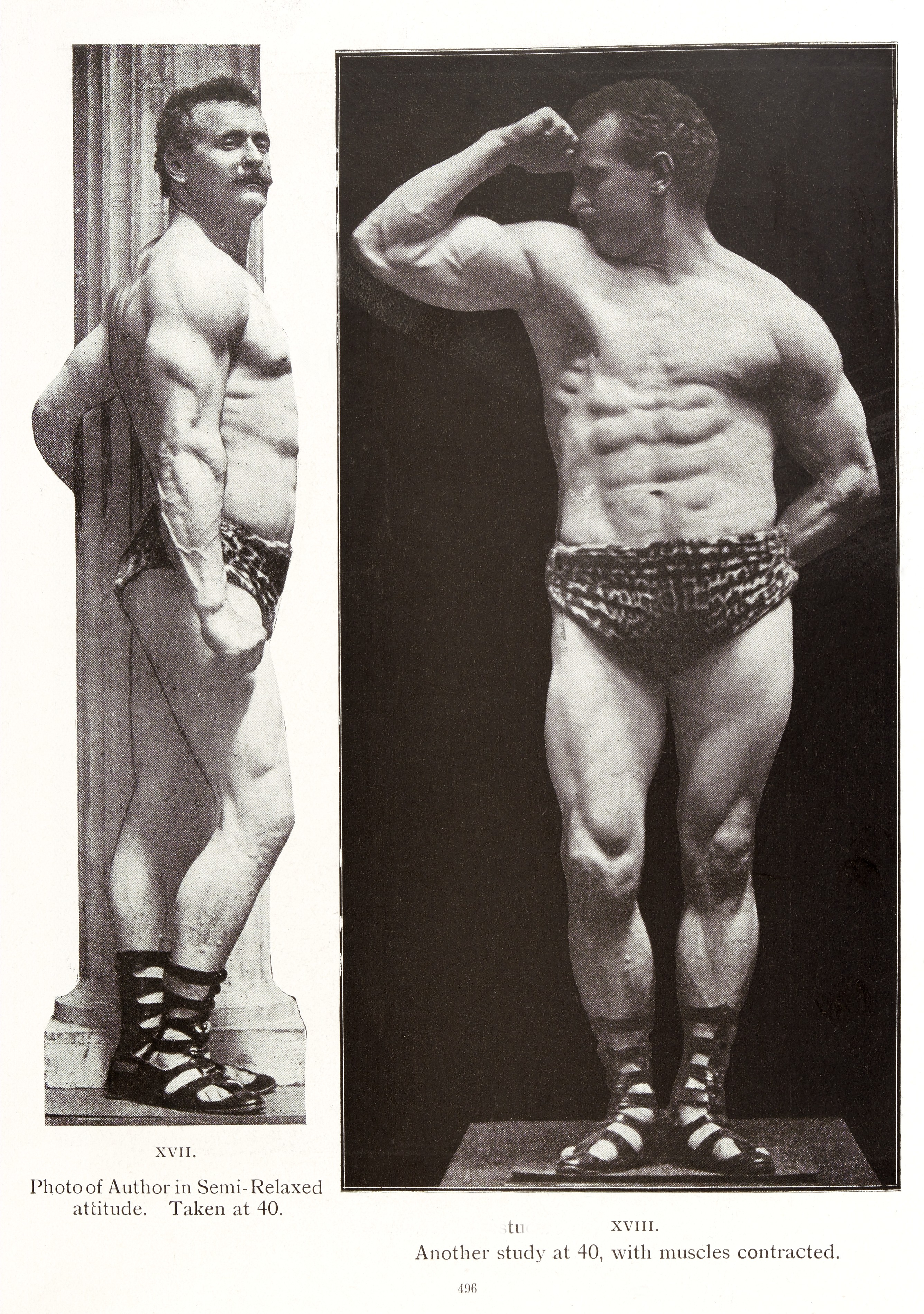
Eugen Sandow: Life of the Author as told in Photographs General Collections Keywords: Body; Development; Muscles; Physique; Health; Masculinity; Muscle; Exercise.

Em Bruxelas, visitou o ginásio de um amigo forte, Ludwig Durlacher, mais conhecido por seu nome artístico "Professor Attila". Durlacher reconheceu o potencial de Sandow, e como seu mentor, em 1889, encorajou-o a viajar para Londres e participar de uma competição de strongmen. Sandow bateu o campeão atual, ganhando fama e reconhecimento por sua força. Isso o lançou na carreira, tal qual uma estrela do atletismo. Logo estaria recebendo solicitações de toda Grã-Bretanha para exibições. Nos próximos quatro anos, Sandow refinou sua técnica e trabalhou com o entretenimento popular, fazendo levantamentos de pesos e incríveis proezas de força.
Florenz Ziegfeld queria exibir Sandow em Chicago, em 1893, mas Ziegfeld sabia que Maurice Grau o mantinha preso a um contrato. Grau queria mil dólares por semana, como Ziegfeld não poderia arcar com tamanho compromisso, concordou em pagar dez por cento das receitas brutas.
Em 1894, Eugene Sandow foi destaque no filme curta-metragem "Souvenir strip of the Edison Kinetoscope, Sandow, the modern Hercules" pela Edison Studios.
A primeira competição oficial de fisiculturismo ocorreu em 1901, em Londres, Inglaterra. Possivelmente existiram outros campeonatos, mas este foi o que apresenta um registro oficial. Esta competição esportiva foi intitulada "The Great Competition" e foi idealizada e realizada por Sandow, com o objetivo de escolher o físico mais próximo dos critérios estabelecidos. O evento levou três anos para ser planejado e teve a participação de 156 atletas. Competiram militares, carteiros, auxiliares de trabalhos braçais e atletas diversos.
Ziegfeld descobriu que o público estava mais fascinado pelos músculos salientes de Sandow, do que pela quantidade de peso que ele levantava, portanto, ele sugeriu que Sandow fizesse poses, as quais ele chamou de "exibição de músculos". No show foram adicionadas quebras de cadeia ao redor do peito e outros números chamativos. Sandow rapidamente se tornou um destaque.
Foi anunciada, em julho de 1898, a primeira edição da Sandow's Magazine, aberta a todos os alunos de Sandow espalhados pelo Reino Unido. Os critérios de julgamento foram estabelecidos por Sandow e eram os seguintes: 1. desenvolvimento muscular geral, 2. desenvolvimento equilibrado ou simétrico, 3. condição de tonicidade, 4. saúde do atleta e 5. condição da pele. As roupas da competição eram: bota preta, cinto preto e uma roupa com pele de leopardo. Doze foram os finalistas que foram colocados em pedestais para realizarem sequências de poses para serem julgados pelos árbitros.
O vencedor foi Willian Murray, de Nottingham, que mais tarde se tornou ator, cantor e músico. Em segundo lugar ficou D.Cooper de Birmingham e em terceiro, A.C.Smyth de Middlesex. Os jurados foram Charles Lawes, um notável escultor da época, Arthur Conan Doyle, o famoso criador de Sherlock Holmes e o próprio Eugene Sandow, que ficou como mediador para somente dar sua posição em questões de empate. O curioso é que o prêmio para este campeonato que escolheu na época o físico mais fabuloso do mundo foi uma estátua de Eugene Sandow banhada em ouro, segurando uma barra com pesos de bola, a mesma que é usada até hoje para premiar o físico mais fabuloso do mundo, no campeonato Mr. Olympia.
A estatueta foi idealizada pelo escultor William Pomeroy em 1891. O segundo colocado recebeu a mesma estatueta em prata e o terceiro em bronze. Além da estatueta, o vencedor ganhou o equivalente hoje a cinco mil dólares. O evento foi realizado no Royal Albert Hall, de Londres, em 14 de setembro de 1901 e o interesse foi tão grande que milhares de pessoas se amontoaram na porta de entrada, send o que foi registrada a presença de 15.000 pessoas nas finais. Por isso, Eugene Sandow é considerado o pai do esporte fisiculturismo onde se tem por objetivo sagrar como campeão quem tem o melhor desenvolvimento muscular. Foi ídolo desse esporte e por 30 anos foi considerado o melhor físico do mundo, sendo um ídolo muitas décadas antes de Steve Reeves, Arnold Schwarzenegger, Dorian Yates, Ronnie Coleman  entre outros.

## Publicações
- Sistema de Treinamento Físico de Sandow
- Sandow, Eugen (1897). Força e como obtê-la.
- Musculação
- Força e Saúde
- A vida é movimento
- A construção e reconstrução do corpo humano
- Revista de Sandow de Cultura Física